# شهرستان یاوور
شهرستان یاوور (به لهستانی: Powiat Jawor) یک شهرستان در لهستان است که در استان سیلزی سفلی واقع شده‌است. شهرستان یاوور ۵۸۱٫۲۵ کیلومتر مربع مساحت و ۵۲٬۰۵۸ نفر جمعیت دارد.